# Alligator Bites Never Heal
Alligator Bites Never Heal é a terceira mixtape da rapper americana Doechii, lançada em 30 de agosto de 2024, pela Top Dawg Entertainment e Capitol Records. O projeto contém três singles: "Nissan Altima", "Boom Bap" e "Denial Is a River". A mixtape apresenta produção de Banser, Camper, Childish Major, Kal Banx, Devin Malik e Monte Booker, além de uma participação especial do rapper Kuntfetish.
A mixtape ganhou o prêmio de Melhor Álbum de Rap no 67º Grammy Awards, enquanto seu primeiro single, "Nissan Altima", recebeu uma indicação para Melhor Performance de Rap. Além disso, Doechii foi indicada para Melhor Artista Revelação.

## Antecedentes e Promoção
Após alcançar sucesso viral no TikTok com seu single "Yucky Blucky Fruitcake" em 2021, Doechii assinou com a Top Dawg Entertainment e a Capitol Records em março de 2022, tornando-se a primeira rapper mulher contratada pela TDE. Em agosto daquele ano, ela lançou seu segundo EP e seu primeiro álbum por uma grande gravadora, She / Her / Black Bitch, que inclui um remix do single "Persuasive" com sua colega de gravadora SZA.
Durante a promoção de seu EP em 2022, Doechii mencionou em uma entrevista à Rolling Stone que estava em processo de criação de seu álbum de estreia, com colaborações em estúdio com Pharrell Williams e Babyface. Após alcançar sua primeira entrada na Billboard Hot 100 com o single "What It Is (Block Boy)", em parceria com Kodak Black, ela revelou em uma entrevista à PopSugar em agosto de 2023 que havia acabado de voltar da Jamaica, onde estava finalizando seu álbum. Ela insinuou que o lançamento ocorreria antes de sua participação como abertura na The Scarlet Tour de Doja Cat. Contudo, até o momento, nenhuma data oficial de lançamento foi divulgada. Doechii continuou a lançar singles de forma independente, incluindo "Pacer" em setembro e "Alter Ego", uma colaboração com JT, em março do ano seguinte.
Em 12 de julho de 2024, Doechii iniciou uma série chamada Swamp Sessions em suas redes sociais, apresentando canções curtas escritas e gravadas em apenas uma hora, cada uma acompanhada por um videoclipe. O terceiro episódio da série, intitulado "Nissan Altima", foi lançado no Instagram e no YouTube em 27 de julho de 2024, e estava programado para ser disponibilizado nas plataformas de streaming quase uma semana depois, em 2 de agosto.
Em 14 de agosto de 2024, no dia de seu 26º aniversário, Alligator Bites Never Heal foi oficialmente anunciado como a primeira mixtape de Doechii sob uma grande gravadora. A lista de faixas foi revelada seis dias depois, em 20 de agosto. Três dias após essa revelação, a sexta e última parcela do Swamp Sessions, intitulada "Boom Bap", foi lançada como o segundo single. O terceiro single da mixtape, "Denial Is a River", foi enviado para as rádios de Rhythm Contemporary em 14 de janeiro de 2025.

## Estética e título
Doechii explicou o conceito por trás do título Alligator Bites Never Heal em uma declaração publicada no Instagram junto com o anúncio da mixtape.
 
"O jacaré realiza uma manobra giratória conhecida como 'death roll' para submergir e desmembrar sua presa debaixo d'água. Neste último ano, lutei com o que parecia um 'death roll' implacável na minha vida... Uma dança de afogamento nos meus próprios vícios, lutando contra diferenças com minha gravadora e uma insensibilidade criativa que me quebrou. [...] Em minha pesquisa sobre ataques de jacarés, descobri que um fator comum entre os sobreviventes era que a principal razão pela qual sobreviveram foi porque lutaram de volta. Este mixtape é minha luta de volta. Eu não sou presa de ninguém; nasci para ser a predadora."
Além disso, o jacaré americano é o réptil oficial da Flórida, estado natal de Doechii, e é conhecido por habitar pântanos. Assim, o título Alligator Bites Never Heal também serve como uma homenagem à sua terra natal e ao seu apelido, a "Princesa do Pântano". Essa conexão reforça a identidade cultural e a influência do ambiente da Flórida em sua música.
A arte da capa de Alligator Bites Never Heal, que mostra Doechii sentada em uma cadeira segurando um jacaré albino, foi fotografada por John Jay, de Los Angeles. É uma referência à capa do álbum Adventures in Paradise de Minnie Riperton, de 1975.

## Recepção da crítica
| Críticas profissionais | Críticas profissionais |
| Pontuações agregadas   | Pontuações agregadas   |
| Fonte                  | Avaliação              |
| ---------------------- | ---------------------- |
| Metacritic             | 79/100                 |
| Avaliações da crítica  |                        |
| Fonte                  | Avaliação              |
| AllMusic               | [ 11 ]                 |
| Clash                  | 7/10                   |
| NME                    | [ 13 ]                 |
| Pitchfork              | 7.0/10                 |
| Rolling Stone          | [ 15 ]                 |

De acordo com o agregador de críticas Metacritic, Alligator Bites Never Heal recebeu "críticas geralmente favoráveis", com uma pontuação média ponderada de 79 de 100 com base em 6 avaliações de críticos. A versatilidade estilística de Doechii recebeu atenção especial, com Mankaprr Conteh da Rolling Stone identificando elementos de boom bap, EDM e soul aparecendo em vários momentos do projeto. Embora muitos críticos tenham elogiado essa versatilidade, Ana Lamond da Clash foi mais reservada em sua avaliação, observando que "a lista de faixas se torna vítima de sua própria extensão" durante as músicas mais influenciadas pelo R&B.
A escrita de Doechii ao longo do mixtape também foi elogiada. Conteh destacou que ela demonstrou "uma caneta afiada e um carisma brilhante", enquanto Kyann-Sian Williams da NME a descreveu como uma "compositora espirituosa e cômica". As tentativas de Doechii de estabelecer uma posição na indústria da música foram identificadas como alguns dos temas principais do mixtape. Williams notou que ela discute "políticas da indústria e demandas de gravadoras" ao longo do projeto e descreveu uma "sensação de estar presa ou sentir-se inadequada" em muitas de suas faixas. Lamond observou que Doechii se retratou como dividida entre "relacionamentos pessoais, vícios, autoestima e sucesso percebido".
A canção "Denial Is a River" foi mencionada por vários críticos como um destaque de Alligator Bites Never Heal: Lamond opinou que a faixa "revela Doechii em seu melhor", e Conteh a chamou de "uma exibição imaculada de suas peculiaridades, acessibilidade e ternura". O single "Boom Bap" também recebeu elogios por suas letras, nas quais Doechii foi percebida como uma crítica às visões tradicionalistas de como o hip hop deve soar.

### Classificações de Fim de Ano
| Publicação/crítica | Lista                          | posição | Ref.   |
| ------------------ | ------------------------------ | ------- | ------ |
| Exclaim!           | 50 melhores álbuns de 2024     | 23      | [ 16 ] |
| NPR                | 50 melhores álbuns de 2024     | —       | [ 17 ] |
| Paste              | Os 100 melhores álbuns de 2024 | 99      | [ 18 ] |
| Rolling Stone      | Os 100 melhores álbuns de 2024 | 9       | [ 19 ] |
| Stereogum          | Os 50 melhores álbuns de 2024  | 9       | [ 20 ] |

## Lista de faixas
| Alligator Bites Never Heal Edição padrão |                              |                                           |         |  |
| N.º                                      | Título                       | Compositor(es)                            | Duração |  |
| 1.                                       | "Stanka Pooh"                | Devin Malik Kal Banx                      | 2:01    |  |
| 2.                                       | "Bullfrog"                   | Stoic & Mai                               | 1:34    |  |
| 3.                                       | "Boiled Peanuts"             | Andreas Peyote Hamhock                    | 2:01    |  |
| 4.                                       | "Denial Is a River"          | IanJames Hamhock [a] Banser [u]           | 2:39    |  |
| 5.                                       | "Catfish"                    | Monte Booker                              | 2:14    |  |
| 6.                                       | "Skipp"                      | Booker                                    | 1:40    |  |
| 7.                                       | "Hide n Seek"                | Kal Banx                                  | 2:29    |  |
| 8.                                       | "Bloom"                      | AaronMac & ZayBans                        | 2:13    |  |
| 9.                                       | "Wait"                       | Was Dylvinci                              | 3:04    |  |
| 10.                                      | "Death Roll"                 | Malik Ninety Five                         | 2:19    |  |
| 11.                                      | "Profit"                     | Hector KND                                | 1:35    |  |
| 12.                                      | "Boom Bap"                   | Camper DJ Miss Milan [a]                  | 2:10    |  |
| 13.                                      | "Nissan Altima"              | Childish Major                            | 2:06    |  |
| 14.                                      | "GTFO" (with Kuntfetish)     | Devin Malik                               | 2:40    |  |
| 15.                                      | "Huh!"                       | Devin Malik                               | 2:16    |  |
| 16.                                      | "Slide"                      | Kal Banx Banshee The Great Keanu Beats    | 2:54    |  |
| 17.                                      | "Fireflies"                  | SADER Booker                              | 4:25    |  |
| 18.                                      | "Beverly Hills"              | Devin Malik                               | 3:38    |  |
| 19.                                      | "Alligator Bites Never Heal" | Super Miles Kal Banx [a] Austin Brown [a] | 2:55    |  |
| Duração total:                           | Duração total:               | Duração total:                            | 46:53   |  |

Notas
- ↑[a]  significa um produtor adicional
- ↑[u]  significa um escritor/produtor não creditado
- Todas as faixas estilizadas em maiúsculas

## Tabelas musicais
| Paradas (2024–2025)                     | Melhor posição |
| --------------------------------------- | -------------- |
| Australian Albums (ARIA)                | 45             |
| Australian Hip Hop/R&B Albums (ARIA)    | 12             |
| Bélgica (Ultratop Flandres)             | 46             |
| Bélgica (Ultratop Valônia)              | 125            |
| Canadá (Billboard)                      | 19             |
| Dinamarca (Hitlisten)                   | 38             |
| Países Baixos (Dutch Charts)            | 24             |
| Finlândia (Suomen virallinen lista)     | 38             |
| França (SNEP)                           | 89             |
| Alemanha (Offizielle Deutsche Charts)   | 14             |
| Icelandic Albums (Tónlistinn)           | 31             |
| Irish Albums (IRMA)                     | 68             |
| Lithuanian Albums (AGATA)               | 27             |
| New Zealand Albums (RMNZ)               | 19             |
| Noruega (VG-lista)                      | 38             |
| Espanha (PROMUSICAE)                    | 88             |
| Suíça (Schweizer Hitparade)             | 12             |
| Reino Unido (Official Albums Chart)     | 70             |
| Estados Unidos (Billboard 200)          | 14             |
| Estados Unidos (Top R&B/Hip Hop Albums) | 5              |